# Гексаборати
Гексабора́ти (рос. гексабораты, англ. hexaborates, нім. Hexaborate n pl) — солі гексаборатної кислоти — Н4В6О11.
Мінеральні гексаборати належать до класу неорганічних боратів, які за числом атомів бору в молекулі поділяються на моно-, ди-, тетра-, гексаборати і т.д.